# Rebecca Ghilardi
Rebecca Ghilardi, född 10 oktober 1999, är en italiensk konståkare. 

## Karriär
I januari 2023 tog Ghilardi silver tillsammans med Filippo Ambrosini i paråkning vid EM i Esbo. I januari 2024 tog paret brons tillsammans i paråkning vid EM i Kaunas.